# Edmund II. (England)

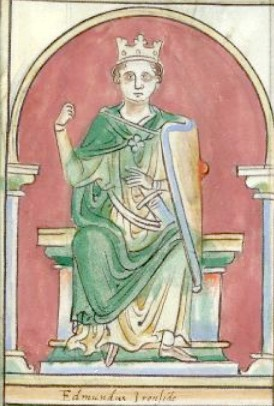
Edmund II. von England

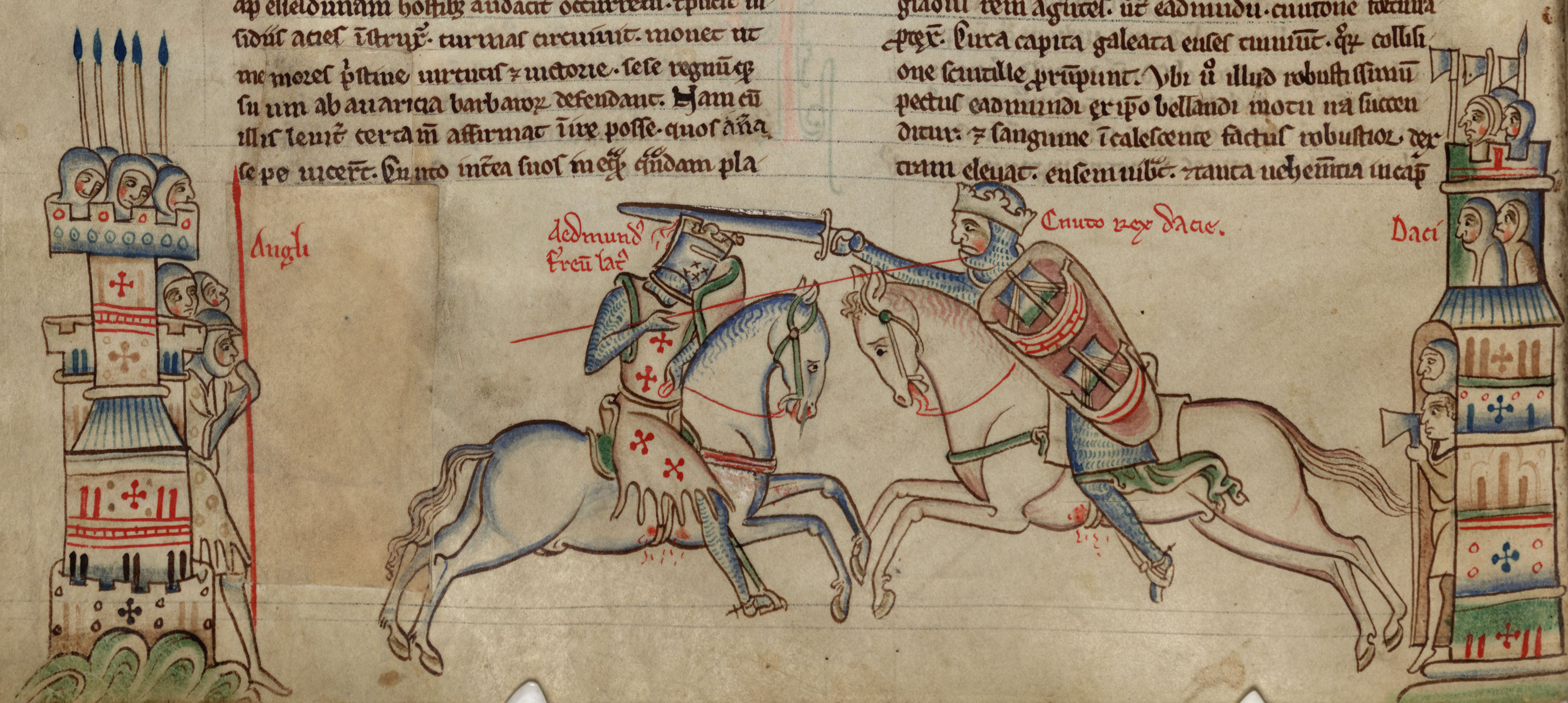
Edmund Eisenseite im Zweikampf mit Knut dem Großen. (Darstellung aus der Chronica Majora des Matthew Paris, 13. Jahrhundert)

Edmund II., genannt „Eisenseite“ (Ironside), aus dem Haus Wessex (* um 989 in Wessex; † 30. November 1016), Sohn von Æthelred und dessen erster Frau Ælfgifu von York, war im Jahre 1016 kurzzeitig König von England. Seine Ehefrau war Ealdgyth, eine Adelige vermutlich aus den Five Boroughs of Mercia.
Als sein Vater während der Belagerung Londons durch Knut den Großen im April 1016 starb, riefen ihn die Londoner zum Nachfolger und König über England aus. Zwischen den nun beiden englischen Königen Edmund und Knut kam es zu einigen Scharmützeln und schließlich zur entscheidenden Schlacht von Assandun, in deren Verlauf mehrere englische Fürsten von Edmund abfielen und dessen Heer vernichtend geschlagen wurde. Dennoch suchte Knut einen Ausgleich mit seinem Kontrahenten, so dass es zu einer Aufteilung Englands kam. Edmund wurde König von Wessex, Knut herrschte über den Rest. Bestandteil der Vereinbarung war weiterhin, dass beim Tod eines der beiden Könige der jeweils andere die Herrschaft über das gesamte Reich übernehmen würde. Nur einen Monat später starb Edmund, und Wessex unterwarf sich Knut.
Obwohl Edmund seine Herrschaft kaum ausüben konnte, vererbte er den Thronanspruch weiter. Sein Sohn Edward starb bereits 1057. Dessen Sohn Edgar Ætheling war somit aus angelsächsischer Sicht neuer Thronanwärter. Er gelangte zwar nicht an die Macht, aber seine Nichte Mathilde, die Tochter von Edmunds II. Enkelin Margaret, wurde durch ihre Heirat mit Heinrich I., Sohn Wilhelms des Eroberers, Stammmutter der zukünftigen englischen Könige und vereinigte so die sächsische und die normannische Linie. Über Margaret und deren Heirat mit Malcolm III. von Schottland ist Edmund auch Stammvater aller schottischen Könige von Edgar an.